# 陆良机场
陆良机场是中国人民解放军空军基地，位于中国云南省陆良县西南约5公里处。

## 历史
民国27年（1938年）3月，国民政府曾在陆良母鸡山西侧风排坡修建简易机场，次年竣工，跑道长500米，宽80米，后弃用。民国31年（1942年）7月，云南军事工程委员会与美国第十四航空队成立第12工程处，在陆良西桥南侧修建机场，当年9月建成长3,000余米、宽100余米南北向跑道。1943年5月主要工程竣工，投入使用。陆良机场占地9,064亩，有3条大跑道和若干小的停机及滑翔跑道，是当时远东最大的军用机场。
第二次世界大战期间，该基地被美国陆军航空队第十四航空队用作中国防御战役（1942-1945）的一部分。该机场是第23战斗机大队（飞虎队）及其指挥和控制机构第68综合联队的主要驻地，从1944年9月开始直至1945年战争结束。分配给该基地的美国空军次要部队是P-38闪电侦察机，负责在日本控制的领土上空执行摄影侦察任务；C-47運輸機运输机将人员和物资运进和运出基地，并将伤员疏散到后方地区。1945年10月战争结束后，美国关闭了在陆良的设施。
1969年11月至1971年3月，中国人民解放军空军工程兵第九总队（870部队）进行整修扩建，之后交由空军第十航空学校第三高级训练团驻扎训练直至1985年。1971年九一三事件后至年末，陆军第四十师高炮营驻防陆良机场。1986年3月，空军86371部队调驻陆良机场。1988年，成都军区在陆良机场设立航空兵训练基地。